# 학전로
학전로(Hakjeon-ro)는 대한민국 경상북도 포항시 북구 항구동에서 학산동, 두호동, 장성동을 거쳐 연결하는 도로이다.

## 노선 경로
- 사거리 명칭 미상
  - 아호로5번길, 아호로
    - 우방비치타운아파트
    - 우방청운타운아파트
    - 해맞이빌라
    - 우방신천지아파트
- 사거리 명칭 미상
  - 두호로
    - 한미가든1차맨션
    - 우방하이츠아파트
    - 조양파크맨션
- 삼거리 명칭 미상
  - 학전로111번길
    - 창포3차아이파크
- 삼거리 명칭 미상
  - 성실로
- 삼거리 명칭 미상
  - 삼흥로